# Neoantistea maxima
Espèce
Synonymes
- Hahnia maxima Caporiacco, 1935

Neoantistea maxima est une espèce d'araignées aranéomorphes de la famille des Hahniidae.

## Distribution
Cette espèce est endémique du Jammu-et-Cachemire en Inde.

## Publication originale
- Caporiacco, 1935 : Aracnidi dell'Himalaia e del Karakoram, raccolti dalla Missione italiana al Karakoram (1929-VII). Memorie della Società Entomologica Italiana, vol. 13, p. 161-263.